# Vicenza Volley
Vicenza Volley var en volleybollklubb från Vicenza, Italien, som var aktiv mellan 1992 och 2010. De vann CEV Cup en gång (2000-2001) och italienska supercupen en gång (2001).